# ZFC Meuselwitz
Der Zipsendorfer Fußballclub Meuselwitz e. V., kurz ZFC Meuselwitz, ist ein Fußballverein aus Meuselwitz im Landkreis Altenburger Land, beheimatet im Ortsteil Zipsendorf. Die Vereinsfarben sind Weiß und Rot. Innerhalb des ZFC existieren neben dem Fußball auch eine Cheerleading- und eine Kegel-Abteilung.

## Geschichte
Die Ursprünge des ZFC Meuselwitz gehen auf den 1900 gegründeten Verein Sportlust Zipsendorf zurück, der jedoch bis 1945 überregional nicht in Erscheinung trat. Als nach Ende des Zweiten Weltkriegs in den deutschen Besatzungszonen alle Sportvereine zerschlagen wurden, setzte nach Einführung des Systems der Betriebssportgemeinschaften (BSG) Ende der 1940er Jahre die BSG Aktivist Zipsendorf als Betriebssportgemeinschaft des Zipsendorfer Braunkohlewerkes den Sportbetrieb fort. Die Sektion Fußball konnte in den 1950er Jahren erste Erfolge verbuchen, 1954, 1955 und 1956 wurde die Altenburger Kreismeisterschaft gewonnen, letztere war verbunden mit dem Aufstieg in die fünftklassige Bezirksklasse Leipzig. Dort konnte sich die BSG Aktivist bis 1959 halten, ein 6. Platz in der Saison 1959 bedeutete den Abstieg in die Kreisklasse, da die Bezirksklasse aufgelöst wurde. 1976 wurde die BSG aufgrund der Eingemeindung von Zipsendorf nach Meuselwitz in Aktivist Meuselwitz umbenannt.
Infolge der politischen und wirtschaftlichen Veränderungen durch die Wende von 1989 formierte sich die Betriebssportgemeinschaft 1990 in den eingetragenen Verein Bergbausportverein Meuselwitz um. Kurz darauf gliederte sich die Fußballabteilung aus und gründete 1991 den Zipsendorfer Fußballverein (ZFV). Nachdem der Verein lange Zeit auf Kreisebene gespielt hatte, brachten die neunziger Jahre zunächst unter dem DDR-Auswahlspieler Konrad Schaller als Trainer den mehrfachen Aufstieg: 1994, 1995, 1996 und 1997 stieg der Verein, der sich ab 1994 „Zipsendorfer Fußballclub (ZFC) Meuselwitz“ nannte, in die jeweils nächsthöhere Spielklasse auf. Ab der Saison 1997/98 spielte der ZFC in der Thüringenliga und erreichte am Ende der Spielzeit immer einen einstelligen Tabellenplatz. Im Frühjahr 2002 wurde der ehemalige DDR-Nationalspieler Damian Halata Trainer des ZFC und blieb es bis 2006. 2003 erreichte der Verein das Halbfinale des Thüringer Landespokals. 2004 stieg der ZFC Meuselwitz in die Oberliga Nordost auf. In dieser Liga konnte sich der ZFC gut behaupten, was die Plätze 6 (im Jahr 2005) sowie 5 (2006 und 2007) zum Ausdruck bringen. Von Dezember 2007 bis zu seiner Beurlaubung am 2. Mai 2011 war Halata erneut Trainer des ZFC.
Am 31. Mai 2009 erreichte der ZFC Meuselwitz am vorletzten Spieltag der Saison den vorzeitigen Aufstieg in die Regionalliga. In der Nordstaffel dieser Spielklasse belegten die Meuselwitzer in ihrer ersten Saison den 10. Tabellenplatz. Am 16. Mai 2010 gewann der ZFC durch einen 2:0-Sieg über den Oberligisten VfB Pößneck den Thüringer Landespokal. Damit qualifizierte sich der Verein für die erste Hauptrunde des DFB-Pokals 2010/11, in der er mit 0:2 gegen den 1. FC Köln verlor. In der Regionalligasaison 2010/11 belegten die Meuselwitzer in der Abschlusstabelle Platz 11. Mit einem 6:5-Sieg nach Elfmeterschießen über den Verbandsligisten 1. SC 1911 Heiligenstadt konnte der ZFC den TFV-Pokal erfolgreich verteidigen und somit in der Saison 2011/12 in der 1. Hauptrunde des DFB-Pokals antreten. Dem ZFC wurde der Aufsteiger Hertha BSC zugelost; für das Spiel wurden über 8.000 Zuschauer erwartet. Da die Kapazität der bluechip-Arena nicht ausreichte, wurden extra für dieses Spiel Zusatztribünen errichtet. Das Spiel ging vor 8.000 Zuschauern mit 0:4 verloren.

## Erfolge
- Thüringenpokalsieger: 2010, 2011, 2025

## Ligazugehörigkeit ab 1993
- 1993/1994: Kreisliga Altenburg
- 1994/1995: Bezirksklasse Gera
- 1995/1996: Bezirksliga Gera
- 1996/1997: Landesklasse Ost
- 1997–2004: Thüringenliga
- 2004–2009: Oberliga Nordost (Staffel Süd)
- 2009–2012: Regionalliga Nord
- seit 2012: Regionalliga Nordost

## Kader der Saison 2024/25
(Stand: 13. Oktober 2024)
| Nr.        | Nat.        | Spieler           | Geboren       | Im Verein seit |
| ---------- | ----------- | ----------------- | ------------- | -------------- |
| Tor        |             |                   |               |                |
| 01         | Deutschland | Justin Fietz      | 10. Aug. 2002 | 2021           |
| 36         | Deutschland | Lukas Sedlak      | 9. Sep. 1999  | 2023           |
| Abwehr     |             |                   |               |                |
| 03         | Deutschland | Felix Rehder      | 11. Juli 2002 | 2022           |
| 08         | Tschechien  | Jan Halasz        | 28. Feb. 2001 | 2024           |
| 13         | Deutschland | David Pfeil       | 26. Juni 2001 | 2024           |
| 16         | Deutschland | Ben Keßler        | 27. Juli 2002 | 2023           |
| 17         | Deutschland | Hendrik Wurr      | 15. Sep. 1995 | 2024           |
| 18         | Deutschland | Johannes Pistol   | 4. Dez. 2001  | 2022           |
| 20         | Deutschland | Fabian Raithel    | 8. Dez. 1995  | 2022           |
| 33         | Deutschland | Leon Schmökel     | 9. Juni 2002  | 2023           |
| Mittelfeld |             |                   |               |                |
| 06         | Deutschland | Luca Bürger       | 25. Juli 1996 | 2017           |
| 10         | Deutschland | Tino Schmidt      | 2. Okt. 1993  | 2024           |
| 21         | Deutschland | Nils Schätzle     | 13. Aug. 1999 | 2022           |
| 28         | Deutschland | Daniel Haubner    | 28. Nov. 1998 | 2024           |
| 30         | Deutschland | René Eckardt      | 22. Feb. 1990 | 2021           |
| 31         | Deutschland | Tim Kießling      | 29. Nov. 1998 | 2024           |
| Sturm      |             |                   |               |                |
| 09         | Kosovo      | Lirim Hoxha       | 4. März 2002  | 2024           |
| 11         | Deutschland | Thomas Rotfuß     | 12. Juli 2004 | 2024           |
| 19         | Deutschland | Christoph Pauling | 30. Juni 2000 | 2023           |
| 22         | Deutschland | Florian Hansch    | 22. Aug. 1995 | 2021           |

## Bekannte Spieler
- Robert Böhme, ehemaliger Zweitligaspieler für Wacker Burghausen
- Rufat Dadashov, aserbaidschanischer Nationalspieler
- Daniel Ferl, ehemaliger Zweitligaspieler für Alemannia Aachen
- Ronny Hebestreit, ehemaliger Zweitligaspieler für FC Rot-Weiß Erfurt
- Ladislav Jamrich, ehemaliger tschechischer Erst- und Zweitligaspieler
- Miroslav Janota, ehemaliger Zweitligaspieler für KFC Uerdingen 05
- Pierre le Beau, ehemaliger Zweitligaspieler bei FC Erzgebirge Aue
- Karsten Oswald, ehemaliger Zweitligaspieler für Chemnitzer FC und Dynamo Dresden
- Philipp Riese, spielte nach seiner Zeit in Meuselwitz für Arminia Bielefeld, den 1. FC Heidenheim und FC Erzgebirge Aue in der 2. Bundesliga